# Georg von Schulpe

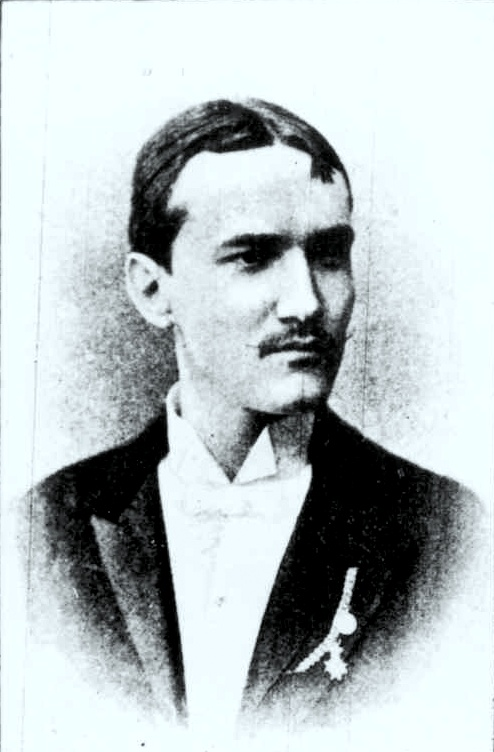
Georg von Schulpe (zeitgenössische Fotografie)

Georg von Schulpe de Törökkanizsa (* 7. Oktober 1867 in Törökkanizsa an der Theiß, Komitat Torontál / Österreich-Ungarn; † 7. Oktober 1936 in Preßburg / Tschecho-Slowakei) war ein Schriftsteller und Sozialreformer.

## Leben

### Herkunft, erste Jahre

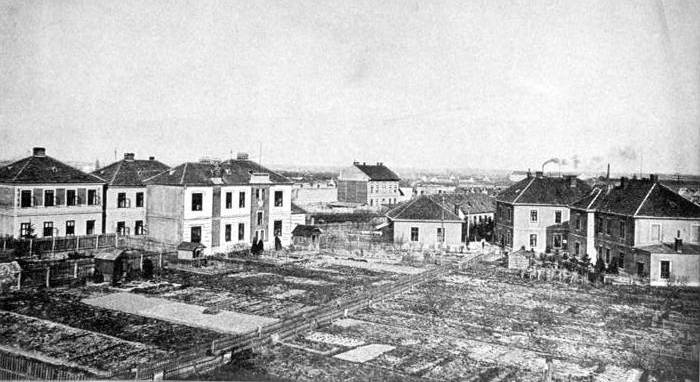
Die auf Initiative des Sozialreformers Georg von Schulpe im Jahre 1904 errichteten Arbeiterhäuser in Preßburg („Schulpe-Kolonie“)

Georg von Schulpe wurde als drittes Kind auf dem Adelssitz des k. k. Offiziers Emil von Schulpe in Törökkanizsa an der Theiß im damaligen Komitat Torontal des Königreiches Ungarn geboren. Heute heißt der Ort „Novi Kneževac“ und gehört zur Vojvodina in Serbien. Die Familie stammt väterlicherseits aus Westfalen und wanderte zu Beginn des 19. Jh. in das Königreich Ungarn aus. Die männlichen Vorfahren der Familie waren nahezu ausnahmslos Offiziere. Seine Mutter Mathilde war eine geborene Gräfin Nyáry.
Die Familie ist wohlhabend und gebildet, in Törökkanizsa besitzen sie ein pompöses Schloss mit einer prächtigen Porzellansammlung und einer 3000 Bände umfassenden Bibliothek.
Im Jahre 1885 siedelte die Familie nach Preßburg um und bezog eine Wohnung in der Gaistorgasse. Im selben Jahre immatrikulierte sich Georg von Schulpe als Jurastudent an der damaligen Königlichen Rechtsakademie in Preßburg, wo er u. a. Schüler des Historikers Preßburgs, Theodor Ortvays, wurde. Anschließend setzte er seine Studien an Universitäten in Deutschland fort, wo er auch den Titel eines Doktors der Rechtswissenschaften erwarb.
Bereits als junger Mann entdeckte er sein schriftstellerisches Talent. Überwiegend beschäftigte er sich mit der Geschichte der Literatur sowie deutschen Sagen und Legenden (z. B.: Germanische Göttersagen, Leipzig 1887). Außerdem wirkte er als hervorragender Übersetzer u. a. übersetzte er die Werke eines der größten ungarischen Dichter Sándor Petőfi ins Deutsche (A. Petőfi: Lyrische Dichtungen, Minden in Westf. 1886).

### Der Sozialreformer
Anfang der 1890er Jahre beginnt sich Schulpe für soziale Fragen im damaligen Königreich Ungarn zu interessieren. Aufgrund seiner christlich-sozialen Grundeinstellung beginnt er das Leben der Arbeiter, die damals zu den ärmsten sozialen Gesellschaftsschichten Preßburgs gehörten, zu studieren. Seine Absicht ist es, deren soziale Stellung zu verbessern. Als Rechtsanwalt war er sich sehr wohl dessen bewusst, dass eine Verbesserung der sozialen Verhältnisse der Arbeiter nur durch eine Änderung der Legislatur möglich ist. Sein Programm der sozialen Reformen fasst er daher hauptsächlich in den nachfolgenden Arbeiten zusammen:
A munkásvédtörvényhozásról [dt. „Gesetzesentwurf zum Schutze der Arbeiter“], verlegt bei Wigand, Preßburg, 1901
Munkásügyi reformok. Állami törvényhatósági és társadalmi szociálizmus. [dt. „Reformen der Arbeiterangelegenheiten. Kommunalpolitischer und gesellschaftlicher Sozialismus“], 2 Bde., verlegt bei S. Steiner, Preßburg, 1908
Sozial-ethische Studien (Versuch einer gesellschaftlichen Weltanschauung auf sittengesetzlicher Grundlage), verlegt bei der Buchdruckerei der Katholischen Literatur AG, Preßburg, 1909
Das Programm seiner Sozialreformen, welches in damaliger Zeit im gesamten Königreich Ungarn als bahnbrechend und vorbildlich galt, umfasste nachfolgende Schwerpunkte:
- Gesundheitswesen

- Sozialfürsorge

- Wohnungsprobleme

- Bildung und Kultur

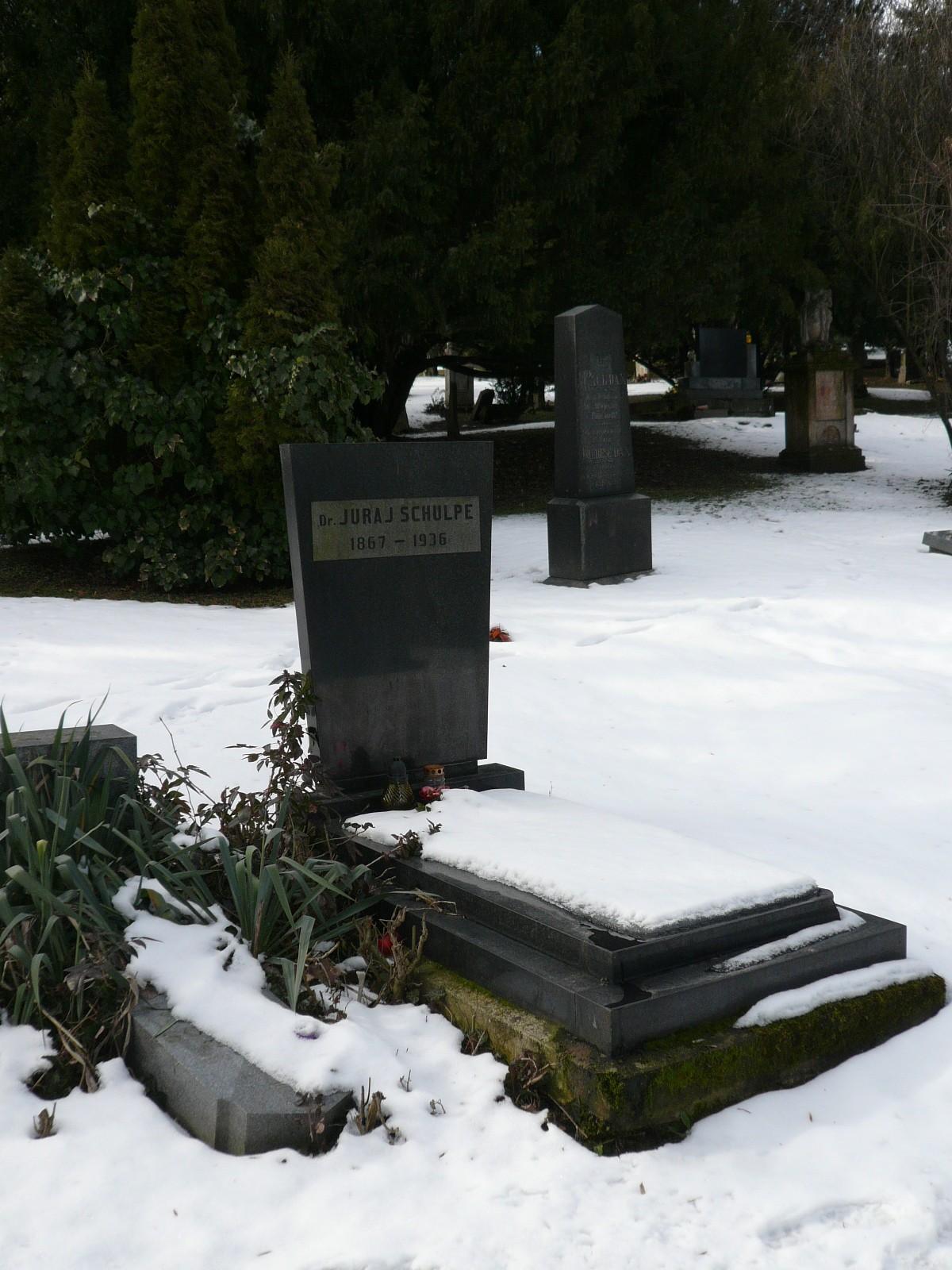
Grab Georg von Schulpes auf dem Gaistor-Friedhof zu Preßburg

Sein sozialethisches Programm für Arbeiter, sowie die ärmsten Bevölkerungsschichten blieb nicht nur graue Theorie, sondern er trachtete diese seine auf dem theoretischen Gebiet erworbenen Erfahrungen auch in die Praxis umzusetzen. Und hier erzielte er bahnbrechende Erfolge! Im Jahre 1894 rief er eine Bewegung zur Gründung von gesunden und preiswerten Wohnungen ins Leben.
In der Nähe der (ehemaligen) Tabakfabrik gründete und baute er – auf eigene Kosten – seine erste Wohnsiedlung für Arbeiter auf der Schanzstraße, die zuerst aus 7 einstöckigen Häusern mit Vorgärten bestand. Hierbei handelte es sich zwar – aus heutiger Sicht gesehen – um einfache, aber gesunde „Zimmer - Küche“ Wohnungen. In der damaligen Zeit ein riesiger Fortschritt auf dem Gebiet der Arbeiterwohlfahrt! Außerdem wurde auf dem Areal der Siedlung eine Krankenstube mit Sanitätsraum, eine Bibliothek mit Lesesaal, Bad und ein Kinderhort eingerichtet. Dieses Objekt wurde 1971 abgerissen.
Der Stadtrat von Preßburg war über diese Einrichtung seinerzeit derart begeistert, dass er in seiner Sitzung am 7. Juni 1904 beschloss, diese Arbeitersiedlung offiziell in „Schulpe-Kolonie“ umzubenennen. In Folge des außerordentlichen Erfolges fand Schulpe sehr rasch Nachahmer in den damaligen Fabrikantenkreisen Preßburgs (Klinger, Kühmayer usw.), so dass in den Folgejahren nochmals rd. 500 gleichartige Wohnungen in den verschiedensten Vierteln der Stadt gebaut werden konnten.

### Späte Jahre
Nach dem Zusammenbruch der Donaumonarchie im Jahre 1918 war für Männer wie Georg von Schulpe, dem Träger des Franz-Joseph-Ordens, dem Ehrenmitglied der Ungarischen Petőfi-Gesellschaft in Budapest und Königlich-Ungarischen Geheimrat kein Platz im öffentlichen Leben der neu gegründeten Tschecho-Slowakei. Menschen seiner gesellschaftlichen Klasse war die Tschechoslowakei in Preßburg nicht wohlgesonnen. Der nur sehr schlecht Slowakisch sprechende Schulpe war gezwungen sich ins Privatleben zurückzuziehen. Seine letzten Jahre fristete er ziemlich vereinsamt als „Privatgelehrter“ in Preßburg. Sein Spätwerk Weltfriedensprogramm musste er 1924 in Eigenverlag herausgeben, da er keinen Verleger in der neuen ČSR dafür fand. Da er allmählich auch in finanzielle Schwierigkeiten geriet, war er gezwungen die Arbeiterhäuser, die letztlich sein Eigentum waren, an die Stadt zu verkaufen; dabei spielte die Stadt Bratislava eine ziemlich unrühmliche Rolle. Trotzdem vermachte Schulpe testamentarisch sein gesamtes Vermögen der Stadt Preßburg. Die Not zwang ihm in eines seiner Arbeitshäuser zu ziehen, da er außer den Raten, welche die Stadt für die „Schulpe-Kolonie“ zahlte überhaupt kein Einkommen mehr hatte. Er starb einsam und verlassen, nur von seiner Haushälterin Viktoria Knapp betreut, am 27. März 1936 in Preßburg und wurde 2 Tage später am Gaistor-Friedhof beigesetzt.

### Werke (Auswahl)
- Fremdling. Blumen, 1888 (Übersetzung)
- Harfe und Harnisch, 1888
- Nordische Klänge, 1888
- Sehnen und Suchen, 1894 (Gedicht)
- Die Socialreformbewegung in Ungarn, 1901
- A munkástörvényhozásról (Über die Arbeitergesetzgebung), 1902
- Sozialeth. Stud., 1909
- Városi szociálpolitika (Städt. Sozialpolitik), 1909
- Védekezés a fertőző betegségek ellen (Schutz gegen ansteckende Krankheiten), 1913
- Altare der Menschheit (Ged.), 1922; Weltfriedensprogramm, 1924
- zahlreiche Beiträge in: Híradó usw. Hrsg.: Germanische Göttersagen, 1887